# Ardelles
Pour l’article ayant un titre homophone, voir Hardel.
Ardelles est une commune rurale française du département d'Eure-et-Loir en région Centre-Val de Loire. Administrativement, Ardelles, située à une altitude moyenne de 227 mètres, est rattachée à l'arrondissement de Dreux.

## Géographie

### Situation
Ardelles s'étend sur 10,4 km2. Elle est à 2,5 km de la forêt de Châteauneuf-en-Thymerais et à 9 km du parc naturel régional du Perche. La ville de Dreux est distante de 29 km.
La commune est arrosée par le ruisseau de Saint-Martin. Son climat est océanique avec des étés tempérés. Parmi les risques naturels de la commune, l'affaissement minier est à noter.

Situation géographique
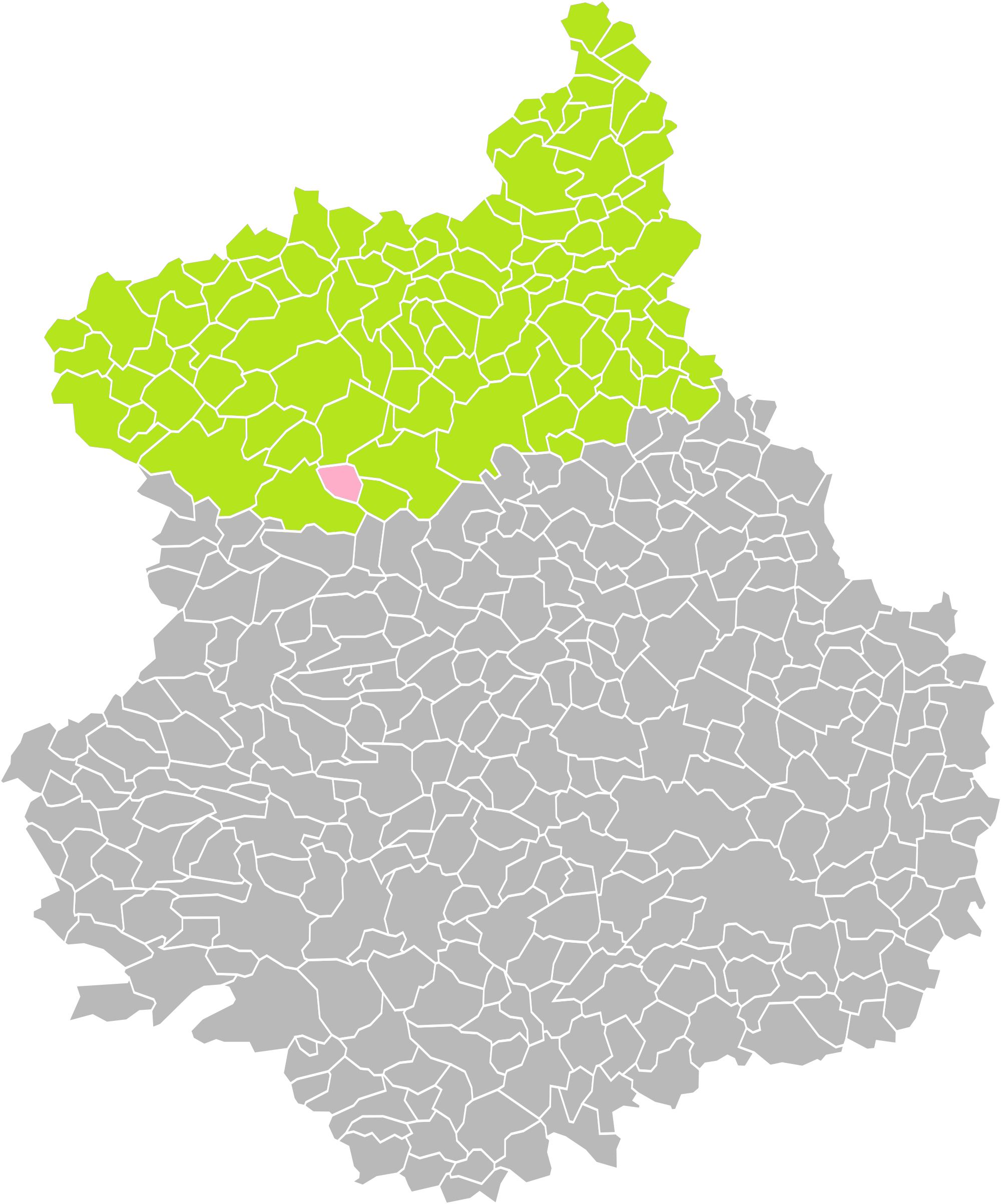
Ardelles dans son arrondissement.
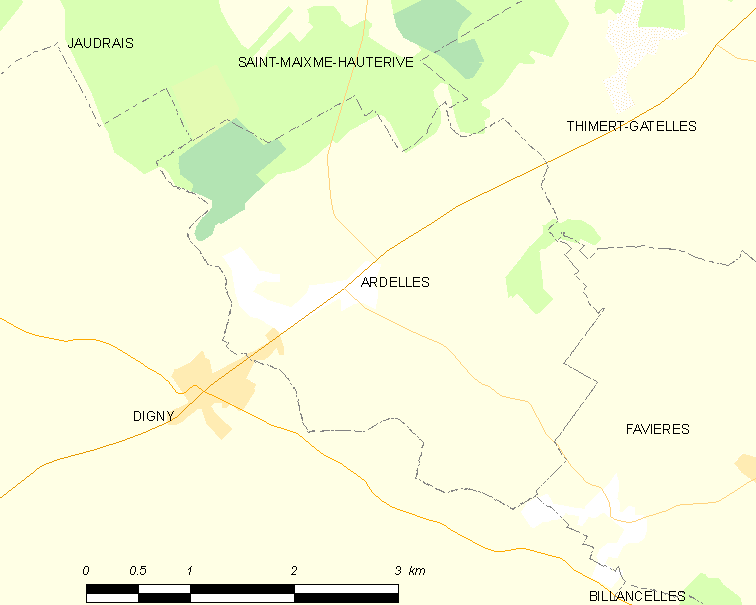
Carte de la commune d'Ardelles.

### Communes limitrophes
| Jaudrais | Saint-Maixme-Hauterive | Thimert-Gâtelles |
|          | Ardelles               |                  |
| Digny    |                        | Favières         |

### Climat
Pour des articles plus généraux, voir Climat du Centre-Val de Loire et Climat d'Eure-et-Loir.
En 2010, le climat de la commune est de type climat océanique dégradé des plaines du Centre et du Nord, selon une étude du CNRS s'appuyant sur une série de données couvrant la période 1971-2000. En 2020, Météo-France publie une typologie des climats de la France métropolitaine dans laquelle la commune est exposée à un climat océanique altéré et est dans la région climatique Sud-ouest du bassin Parisien, caractérisée par une faible pluviométrie, notamment au printemps (120 à 150 mm) et un hiver froid (3,5 °C).
Pour la période 1971-2000, la température annuelle moyenne est de 10,1 °C, avec une amplitude thermique annuelle de 14,4 °C. Le cumul annuel moyen de précipitations est de 731 mm, avec 11,7 jours de précipitations en janvier et 8,1 jours en juillet. Pour la période 1991-2020, la température moyenne annuelle observée sur la station météorologique de Météo-France la plus proche, « Thimert », sur la commune de Thimert-Gâtelles à 6 km à vol d'oiseau, est de 11,4 °C et le cumul annuel moyen de précipitations est de 634,8 mm,. Pour l'avenir, les paramètres climatiques de la commune estimés pour 2050 selon différents scénarios d'émission de gaz à effet de serre sont consultables sur un site dédié publié par Météo-France en novembre 2022.

## Urbanisme

### Typologie
Au 1er janvier 2024, Ardelles est catégorisée commune rurale à habitat dispersé, selon la nouvelle grille communale de densité à 7 niveaux définie par l'Insee en 2022.
Elle est située hors unité urbaine. Par ailleurs la commune fait partie de l'aire d'attraction de Chartres, dont elle est une commune de la couronne,. Cette aire, qui regroupe 117 communes, est catégorisée dans les aires de 50 000 à moins de 200 000 habitants,.

### Occupation des sols
L'occupation des sols de la commune, telle qu'elle ressort de la base de données européenne d’occupation biophysique des sols Corine Land Cover (CLC), est marquée par l'importance des territoires agricoles (88,3 % en 2018), une proportion sensiblement équivalente à celle de 1990 (88,2 %). La répartition détaillée en 2018 est la suivante : 
terres arables (83,9 %), forêts (11,2 %), zones agricoles hétérogènes (4,4 %), zones urbanisées (0,5 %), milieux à végétation arbustive et/ou herbacée (0,1 %). L'évolution de l’occupation des sols de la commune et de ses infrastructures peut être observée sur les différentes représentations cartographiques du territoire : la carte de Cassini (XVIIIe siècle), la carte d'état-major (1820-1866) et les cartes ou photos aériennes de l'IGN pour la période actuelle (1950 à aujourd'hui).

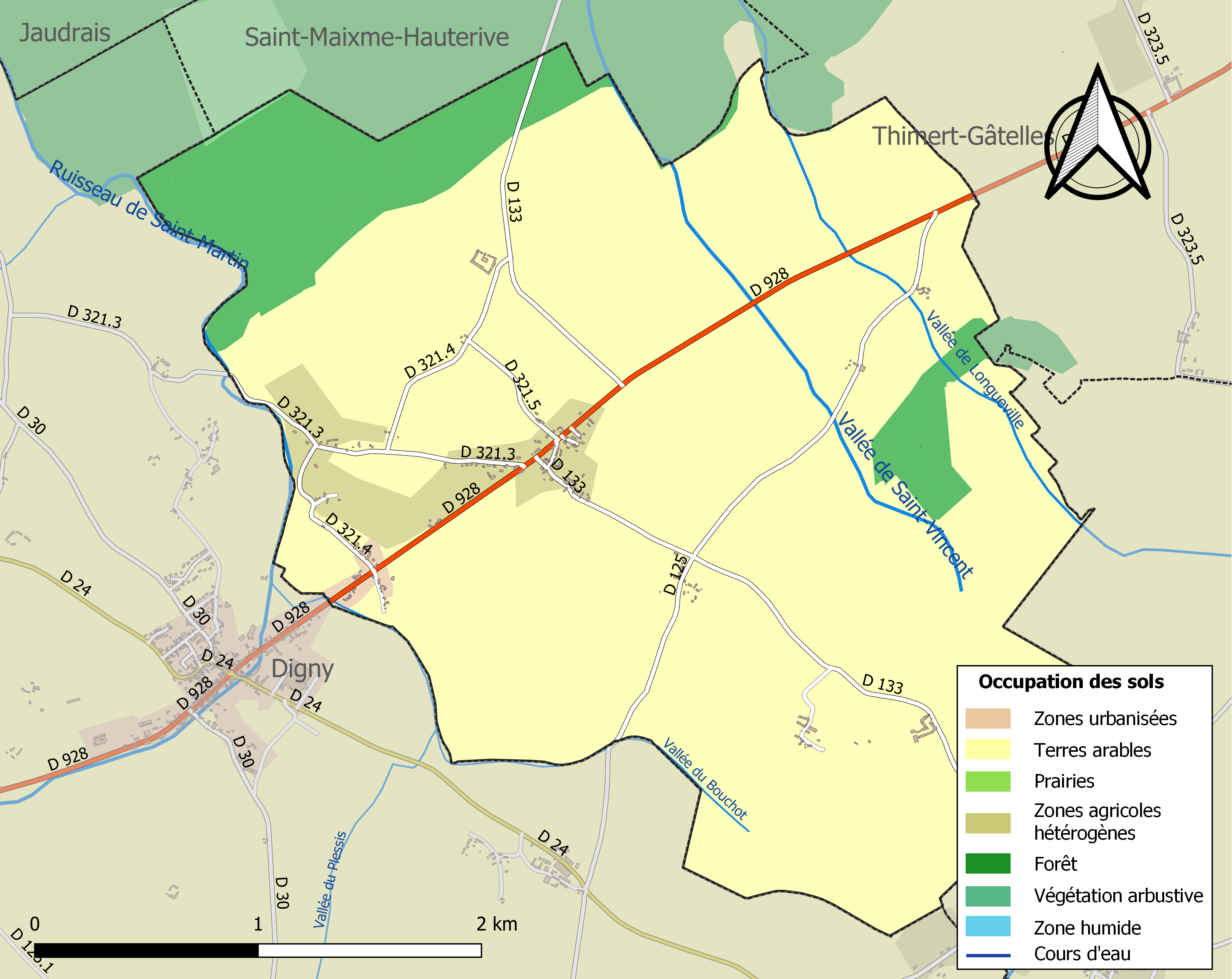
Carte des infrastructures et de l'occupation des sols de la commune en 2018 (CLC).

### Risques majeurs
Le territoire de la commune d'Ardelles est vulnérable à différents aléas naturels : météorologiques (tempête, orage, neige, grand froid, canicule ou sécheresse), inondations, mouvements de terrains et séisme (sismicité très faible). Il est également exposé à un risque technologique, le transport de matières dangereuses. Un site publié par le BRGM permet d'évaluer simplement et rapidement les risques d'un bien localisé soit par son adresse soit par le numéro de sa parcelle.

#### Risques naturels
Certaines parties du territoire communal sont susceptibles d’être affectées par le risque d’inondation par débordement de cours d'eau, notamment le ruisseau de Saint-Martin et la Vallée de Saint-Vincent. La commune a été reconnue en état de catastrophe naturelle au titre des dommages causés par les inondations et coulées de boue survenues en 1999,.

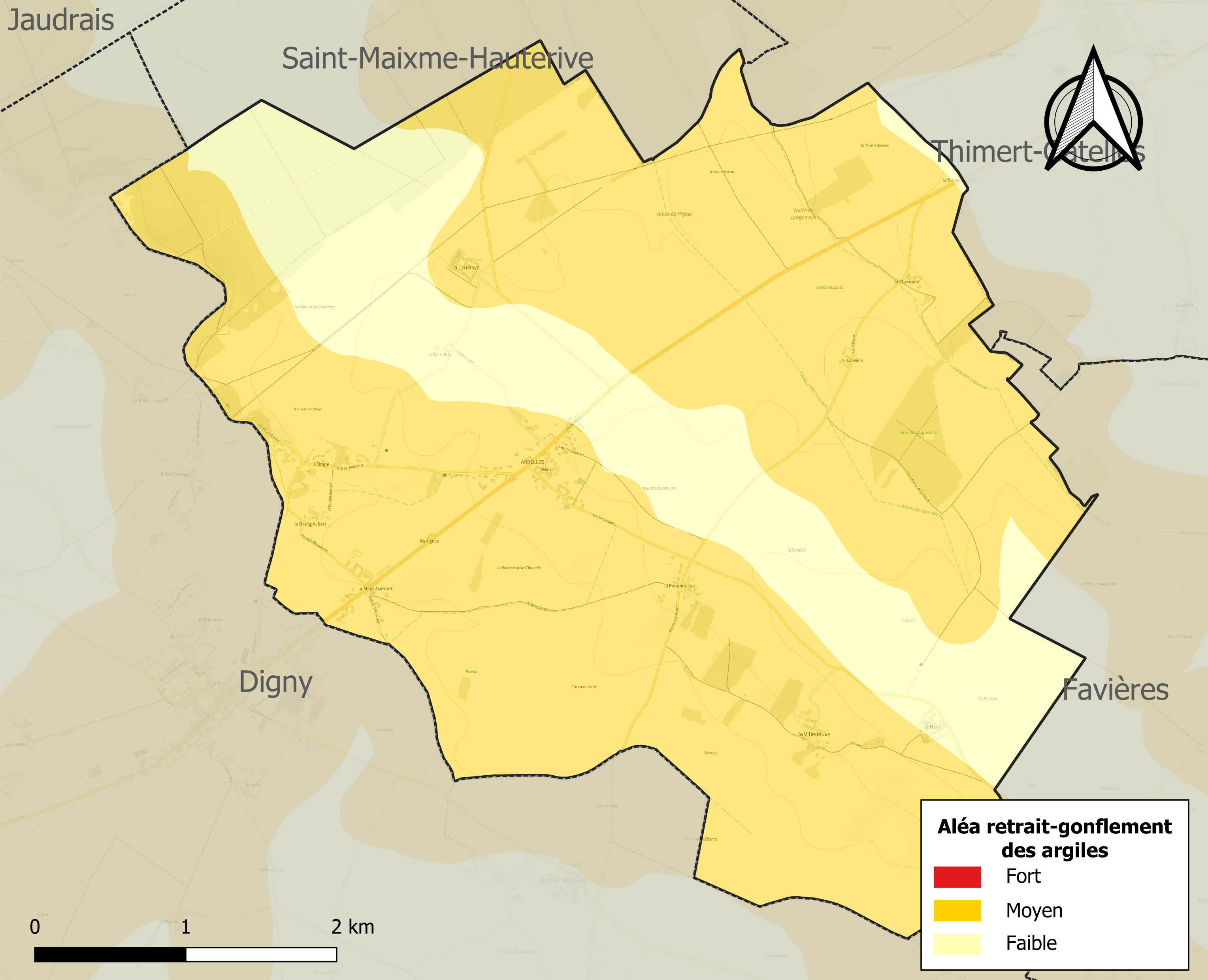
Carte des zones d'aléa retrait-gonflement des sols argileux d'Ardelles.

Les mouvements de terrains susceptibles de se produire sur la commune sont des affaissements et effondrements liés aux cavités souterraines. L'inventaire national des cavités souterraines permet de localiser celles situées sur la commune.
Le retrait-gonflement des sols argileux est susceptible d'engendrer des dommages importants aux bâtiments en cas d’alternance de périodes de sécheresse et de pluie. 77,3 % de la superficie communale est en aléa moyen ou fort (52,8 % au niveau départemental et 48,5 % au niveau national). Sur les 104 bâtiments dénombrés sur la commune en 2019, 99 sont en aléa moyen ou fort, soit 95 %, à comparer aux 70 % au niveau départemental et 54 % au niveau national. Une cartographie de l'exposition du territoire national au retrait gonflement des sols argileux est disponible sur le site du BRGM,.
Concernant les mouvements de terrains, la commune a été reconnue en état de catastrophe naturelle au titre des dommages causés par des mouvements de terrain en 1999.

#### Risques technologiques
Le risque de transport de matières dangereuses sur la commune est lié à sa traversée par des infrastructures routières ou ferroviaires importantes ou la présence d'une canalisation de transport d'hydrocarbures. Un accident se produisant sur de telles infrastructures est en effet susceptible d’avoir des effets graves au bâti ou aux personnes jusqu’à 350 m, selon la nature du matériau transporté. Des dispositions d’urbanisme peuvent être préconisées en conséquence.

## Toponymie
Le nom de la localité est attesté sous la forme latinisée Ardeliae en 1179.
Ce toponyme semble dériver de l'anthroponyme Aridelus.

## Histoire

### Moyen Âge
Les religieuses de Belhomert auraient bénéficié en 1223 des dîmes du village suivant la décision du seigneur de l'époque qui se nommait Manerius, comme en témoignerait le nom de "la dîmerie", terrain de la commune.

### Époque contemporaine

#### XXesiècle
- 2003 : entrée dans la communauté de communes du Thymerais
- 2014: intégration dans la communauté d'agglomération du Pays de Dreux

## Politique et administration

### Liste des maires

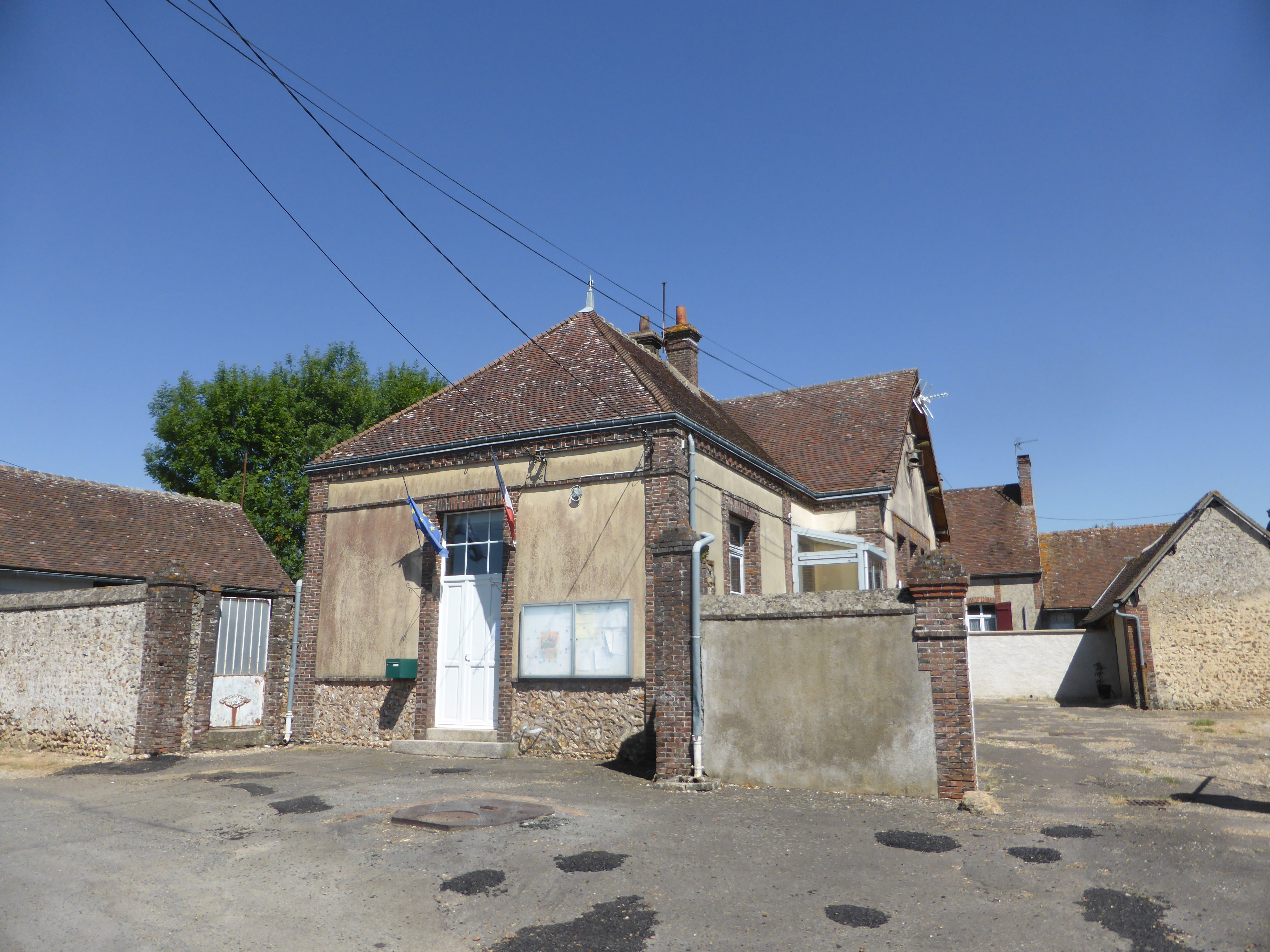
La mairie.

| Période                                  | Période  | Identité                | Étiquette | Qualité                                          |
| ---------------------------------------- | -------- | ----------------------- | --------- | ------------------------------------------------ |
| Les données manquantes sont à compléter. |          |                         |           |                                                  |
| 1955                                     | 1995     | Michel Garnier          |           |                                                  |
| 1995                                     |          | Véronique Detoc-Garnier | DVD       | Agent technique                                  |
| mars 2014                                | En cours | Véronique Detoc,        |           | Cadre administrative et commerciale d'entreprise |

## Population et société

### Démographie
L'évolution du nombre d'habitants est connue à travers les recensements de la population effectués dans la commune depuis 1793. Pour les communes de moins de 10 000 habitants, une enquête de recensement portant sur toute la population est réalisée tous les cinq ans, les populations de référence des années intermédiaires étant quant à elles estimées par interpolation ou extrapolation. Pour la commune, le premier recensement exhaustif entrant dans le cadre du nouveau dispositif a été réalisé en 2008.

En 2022, la commune comptait 210 habitants, en évolution de +5,53 % par rapport à 2016 (Eure-et-Loir : −0,23 %, France hors Mayotte : +2,11 %).
| 1793 | 1800 | 1806 | 1821 | 1831 | 1836 | 1841 | 1846 | 1851 |
| ---- | ---- | ---- | ---- | ---- | ---- | ---- | ---- | ---- |
| 212  | 229  | 236  | 191  | 262  | 233  | 221  | 206  | 208  |

| 1856 | 1861 | 1866 | 1872 | 1876 | 1881 | 1886 | 1891 | 1896 |
| ---- | ---- | ---- | ---- | ---- | ---- | ---- | ---- | ---- |
| 227  | 22   | 203  | 215  | 221  | 223  | 227  | 228  | 201  |

| 1901 | 1906 | 1911 | 1921 | 1926 | 1931 | 1936 | 1946 | 1954 |
| ---- | ---- | ---- | ---- | ---- | ---- | ---- | ---- | ---- |
| 178  | 182  | 195  | 164  | 179  | 171  | 175  | 193  | 158  |

| 1962 | 1968 | 1975 | 1982 | 1990 | 1999 | 2006 | 2008 | 2013 |
| ---- | ---- | ---- | ---- | ---- | ---- | ---- | ---- | ---- |
| 127  | 143  | 112  | 114  | 155  | 162  | 206  | 219  | 204  |

| 2018 | 2022 | - | - | - | - | - | - | - |
| ---- | ---- | - | - | - | - | - | - | - |
| 201  | 210  | - | - | - | - | - | - | - |

## Culture locale et patrimoine

### Lieux et monuments
- La ferme fortifiée de la Coudraye, propriété privée, est une baronnie qui date du XVIIe siècle. Elle comprend également des douves.
- L'église Notre-Dame, élevée à l'époque romane, a des fenêtres qui datent du XVIe siècle dont les couleurs se sont effacées au cours du temps[28]. L'église a été partiellement incendiée lors des guerres de religion en mars 1558 ou 1568, obligeant à la reconstruction d'une partie de la nef et de la façade. Parmi ses richesses, on trouve un retable en bois du XVIIe siècle aux armoiries des Boulainvilliers, seigneurs de l'époque, ainsi que des tableaux de la Présentation, de la Vierge et de saint Joseph. L'église contient également la pierre tombale d'Abraham de Boulainvilliers, sur laquelle est dessinée une tête de mort qui évoquerait la descendance royale de Hongrie[29].
- Le monument aux morts, inauguré en 2011.